# Bence (Garum)
Bence is een bestuurslaag in het regentschap Blitar van de provincie Oost-Java, Indonesië. Bence telt 8070 inwoners (volkstelling 2010).